# Direct Line Group
Direct Line Insurance Group — британская страховая компания, специализирующаяся на автострахование и страховании имущества. Работает под брендами Direct Line, Churchill, Darwin и Green Flag.
Компания появилась в 1985 году как страховое подразделение Royal Bank of Scotland Group. В октябре 2012 года подразделение было выделено в самостоятельную компанию путём размещения акций на Лондонской фондовой бирже, продажа акций была завершена в феврале 2014 года.
В сентябре 2014 года за 550 млн евро испанскому страховщику Mapfre были проданы операции в Италии и Германии.
Из выручки 3,22 млрд фунтов за 2020 год страховые премии составили 3,18 млрд фунтов (из них автострахование 1,62 млрд фунтов), инвестиционный доход — 127 млн фунтов. Страховые выплаты составили 1,73 млрд фунтов. Активы на конец года составили 9,62 млрд фунтов, из них 4,68 млрд пришлось на инвестиции, в том числе корпоративные облигации — 4,02 млрд.
Основные подразделения:
- Автострахование — 4,06 млн страховых полисов, страховые премии 1,62 млрд фунтов.
- Страхование недвижимости — 2,64 млн полисов; страховые премии 578 млн фунтов.
- Страхование от несчастных случаев — 7,11 млн полисов, страховые премии 418 млн фунтов.
- Коммерческое страхование — 811 тысяч полисов, страховые премии 568 млн фунтов.
- Management Services — услуги по управлению страховыми фондами; выручка 737 млн фунтов.